# فغر الصائم
فغر الصائم (بالإنجليزية: Jejunostomy)‏ هو عملية جراحية لفتح فغرة أو ناسور في الجلد من أمام البطن إلى الصائم (وهو أحد اجزاء الأمعاء الدقيقة. يمكن إجراء العملية بواسطة التنظير الداخلي أو عملية جراحية عامة.
قد تجرى عملية فغر الصائم بعد عملية اقتطاع الأمعاء في حالات تتطلب تجاوز بداية القولون بسبب تسرب أو تثقب. واعتمادا على طول الجزء المقتطع أو تم تجاوزه من الأمعاء فقد يصاب المريض بمتلازمة الأمعاء القصيرة ويحتاج إلى تغذية بالحقن.
يختلف فغر الصائم عن أنبوب التغذية عن طريق الصائم الذي يعد بديلا عن أنبوب التغذية عن طريق فغر المعدة ويستعمل بشكل شائع عندما يكون هنالك مانع علاجي أو هنالك مخاظر واضحة.
تعد طريقة ويتزل لفغر الصائم أكثر الطرق شيوعا لعمل فغر الصائم. تتم التقنية عن طريق تحديد مكان فغر الصائم على مسافة 30سم عن العضلة المعلقة للاثناعشري على الحدود مقابل المساريق، ويدخل قثطار في الأخدود المصلي العضلي في الأمعاء.